# Ilat-Bote
Ilat-Bote ist eine osttimoresische Aldeia im Suco Goulolo (Verwaltungsamt Cailaco, Gemeinde Bobonaro). 2015 lebten in der Aldeia 374 Menschen.

## Geographie
Ilat-Bote bildet den Westen von Goulolo. Östlich liegen die Aldeias Malilia und Poetete. Im Norden grenzt Ilat-Bote an den Suco Guenu Lai, im Westen im Suco Meligo und im Süden an den Suco Atudara. In Ilat-Bote liegen mehrere Quellen des Aimera, der die Grenze Ilat-Botes nach Osten hin bildet. Weiter im Osten mündet der Aimera in den Marobo.
Im Nordwesten liegt der Ort Poerema zwischen den Bergen Lesululi (1242 m), südlich der Foho Mude (1088 m). Weitere Siedlungen befinden sich südöstlich davon.
In Poerema gibt es eine Grundschule.

## Politik
2023 wurde Olandino dos Santos zum Chefe de Aldeia gewählt.